# Панивановка
Панивановка (укр. Паніванівка) — село, бывший Веселоподольский сельский совет, Кременчугский район, Полтавская область, Украина.
Код КОАТУУ — 5324581204. Население по переписи 2001 года составляло 887 человек.

## Географическое положение
Село находится на правом берегу реки Рудка, на реке сделан большой пруд Кривая Руда, выше по течению примыкает пгт Семёновка, ниже по течению примыкает село Весёлый Подол, на противоположном берегу — село Тарасовка.

## История
Село указано на подробной карте Российской Империи и близлежащих заграничных владений 1816 года как Родзянки.
После 1945 присоединена Ивановка.

## Объекты социальной сферы
- Школа І — ІІ ст.

## Известные жители и уроженцы
- Мазанько, Анастасия Спиридоновна (1916—1985) — Герой Социалистического Труда.